# دالة غير متصلة في أي مكان
في الرياضيات، دالة غير متصلة في أي مكان أو دالة منقطعة في كل مكان هي دالة ليست متصلة في أية نقطة من المجال. إذا كانت f هي دالة من الأعداد الحقيقية نحو الأعداد الحقيقية، فإن (f(x غير متصلة في أي مكان إذا كان لكل نقطة x هناك ε > 0 بحيث لكل δ > 0 يمكننا إيجاد نقطة y بحيث 0 < |x − y | < δ و |f(x) − f(y)| ≥ ε. ومن ثم، فإنه بصرف النظر عن مدى اقترابنا من أية نقطة ثابتة، ستكون هناك نقاط أقرب تأخذ عندها الدالة قيمًا ليست قريبة من بعضها.
ويمكن الحصول على تعريفات أكثر عمومية لهذه الدالة من خلال تعويض قيمة مطلقة بدالة مسافة في فضاء متري أو من خلال استخدام تعريف الاتصال في فضاء طوبولوجي.

## دالة دركليه
أحد النماذج على هذه الدالة هو دالة المؤشر للأعداد الكسرية التي تُعرف أيضًا باسم دالة دركليه نسبة إلى عالم الرياضيات الألماني يوهان بيتر غوستاف لوجون دركليه. وتكتب هذه الدالة IQ ولها مجال ومجال مشترك يكافئ كل منهما الأرقام الحقيقيةI)Q(س) تساوي 1 إذا كانت س رقمًا كسريًا وتساوي 0 إذا لم تكن س عددًا كسريًا. وإذا نظرنا إلى هذه الدالة بالقرب من رقم ص فهناك حالتان للنتيجة:
- إذا كانت ص عددًا كسريًا فإن د(ص)=1. ولإظهار عدم اتصال الدالة عند ص فإننا بحاجة إلى العثور على دالة ε بحيث لا يؤثر اختيارنا لقيمة صغيرة لـعنصر الدالة δ على وجود نقط z في عنصر الدالة δ للقيمة ص حيث إن الدالة د(z) ليست في مجال ε للدالةد(ص=1. وفي الحقيقة فإن 1/2 هي دالة ε. وحيث إن الأرقام غير الكسرية هي مجموعة جزئية في الحقيقة فإنه بصرف النظر عن قيمة العنصر δ التي نختارها فإن قيمة z في العنصر δ للقيمة ص ود(z)=0 هي نموذج 1/2 الأقرب للقيمة 1.
- إذا كانت قيمة ص غير كسرية، فإن د(ص)=0. مرة أخرى يمكننا أن نأخذ (ε) =1/2 ونظرًا لأن الأعداد الكسرية جزئية في الحقيقة في هذه المرة فإنه يمكننا اختيار z ليكون عددًا كسريًا قريبًا على القدر المطلوب من ص. ومرة أخرى، د(z)=1 هي نموذج أكثر بعدًا بنصف المسافة من د(ص)=0.

وبعبارة أبسط، يوجد بين كل عددين غير كسريين، عدد كسري، والعكس صحيح.
ويمكن إنشاء دالة دركليه كحد مزدوج للتقارب النقطي لسلسلة من الدوال المتصلة على النحو التالي:
{\displaystyle f(x)=\lim _{k\to \infty }\left(\lim _{j\to \infty }\left(\cos(k!\pi x)^{2j}\right)\right)}
بالنسبة للعدد الصحيح j وk.
ويوضح هذا أن دالة دركليه هي دالة بير من الفئة 2. ولا يمكن أن تكون دالة بير من الفئة 1 لأن دالة بير من الفئة 1 تكون منقطعة فقط المجموعة الضمنية القليلة.
وبوجه عام، إذا كان E عبارة عن أي مجموعة جزئية من الفضاء الطوبولوجي س بحيث تكون E وتكملة E جزئيان في س، فإن الدالة ذات القيمة الحقيقية التي تأخذ القيمة 1 بالنسبة لعنصر الدالة E والقيمة 0 لتكملة العنصر E ستكون دالة غير متصلة في أي مكان. وقد تم فحص الدوال من هذا النوع في الأساس بواسطة يوهان بيتر غوستاف لوجون دركليه.

## التوصيف غير الحقيقي
الدالة الحقيقية f تكون دالة غير متصلة في أي مكان إذا كان الامتداد الطبيعي لها العدد الحقيقي الفائق به خاصية القرب اللامتناهي لكل قيمة x إلى قيمة y حيث يكون الفرق (f(x)-f(y يمكن إدراكه(أي ليس متناهيًا في الصغر).